# Igor Súkenník
Igor Súkenník (* 14. listopadu 1966) je bývalý slovenský fotbalista, záložník.

## Fotbalová kariéra
Hrál za Spartak Trnava, DAC Dunajská Streda, Chemlon Humenné, Baník Prievidza, MŠK Rimavská Sobota a FC Nitra. V evropských pohárech nastoupil ve 4 utkáních.

## Ligová bilance
| Ročník                                   | Zápasy | Góly | Klub                |
| ---------------------------------------- | ------ | ---- | ------------------- |
| 1. československá fotbalová liga 1986/87 | 1      | 0    | Spartak Trnava      |
| 1. československá fotbalová liga 1989/90 | 11     | 0    | DAC Dunajská Streda |
| 1. československá fotbalová liga 1990/91 | 24     | 1    | DAC Dunajská Streda |
| 1. československá fotbalová liga 1991/92 | 5      | 0    | DAC Dunajská Streda |
| 1. československá fotbalová liga 1992/93 | 25     | 3    | DAC Dunajská Streda |
| Mars superliga 1993/94                   | 31     | 0    | DAC Dunajská Streda |
| Mars superliga 1994/95                   | 23     | 2    | DAC Dunajská Streda |
| Mars superliga 1995/96                   | 30     | 4    | FC Chemlon Humenné  |
| Mars superliga 1996/97                   | 25     | 4    | FC Chemlon Humenné  |
| Mars superliga 1997/98                   | 27     | 0    | Baník Prievidza     |
| Mars superliga 1998/99                   | 4      | 0    | Baník Prievidza     |
| Mars superliga 1998/99                   | 11     | 1    | FC Nitra            |
| Mars superliga 1998/99                   | 10     | 0    | FC Rimavská Sobota  |
| CELKEM                                   | 227    | 15   |                     |